# Đặc sản truyền thống và chỉ định địa phương của Liên Âu

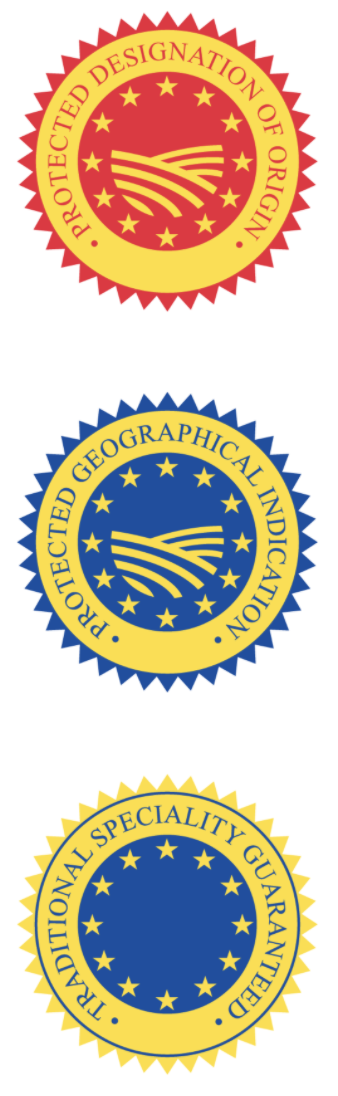
Ba nhãn hiệu chứng nhận xuất xứ, chỉ định địa phương và đặc sản truyền thống của Liên Âu

Đặc sản truyền thống và chỉ định địa phương của Liên Âu là hệ thống bảo đảm các nông sản và thực phẩm đặc thù của từng vùng một trong khối Liên Âu. Hệ thống quản lý này có ba phần:
1. bảo đảm danh xưng xuất xứ
2. bảo đảm chỉ định địa phương, và
3. bảo đảm đặc sản truyền thống.

Hệ thống này bao gồm nhiều sản phẩm, trong đó có nông sản và thực phẩm. Hàng hóa được bảo chứng phẩm chất, phương cách truyền thống và giá trị ẩm thực.
Những sản phẩm đăng bạ đều có nhãn hiệu logo để người tiêu thụ dễ nhận diện, chiếu theo điều lệ Số 1151/2012 của Liên Âu do Quốc hội Âu châu và Hội đồng Liên Âu thông qua ngày 21 Tháng 11 năm 2012. Điều lệ này bảo đảm chỉ những sản phẩm đích danh địa phương đó có mặt trên thương trường với đúng tên gọi đó. Không có sự nhầm lẫn hay mạo nhận.
Khái niệm này nếu áp dụng cho Việt Nam sẽ chứng nhận chai "tương Cự Đà" bán ở chợ sẽ
- đúng khẩu vị món tương cổ truyền (tiêu chí 1)
- xuất xứ ở làng Cự Đà (tiêu chí 2), và
- làm theo phương thức truyền thống (tiêu chí 3)